# Västertuna kapell
Västertuna kapell är ett kapell i Spraxkya några kilometer sydväst om Stora Tuna kyrka. Kapellet tillhör Stora Tuna församling i Västerås stift.
Västertuna kapell fick rätten att hålla fullständiga gudstjänster enligt beslut den 18 november 1887.

## Kyrkobyggnaden
Kapellet uppfördes 1888 under ledning av byggmästaren Kalles Carl Mattsson och invigdes 26 augusti 1888 av kyrkoherde E. Morén. Från början hörde byggnaden till Evangeliska Fosterlandsstiftelsen men överläts 1918 till Stora Tuna församling. Första renoveringen genomfördes 1917 då grunden förstärktes och elektricitet drogs in.
Kapellet har en stomme av tegel och består av ett rektangulärt långhus med en rak vägg i öster. I nordost finns en inbyggd sakristia. Ingången ligger vid västra kortsidan.
Utanför kapellet finns en klockstapel ritad av arkitekt Einar Lundberg, Rättvik och invigd 30 september 1970. I stapeln hänger en kyrkklocka gjuten 1927 av Bergholtz klockgjuteri.

## Inventarier
- En Ceciliaorgel med tolv stämmor installerades 1946 och renoverades 1975.